# Andréi Vasilevski
 Andréi Vasilevski  (nacido el 28 de mayo de 1991) en Minsk, es un tenista profesional bielorruso.

## Carrera
Su mejor ranking individual es el N.º 569 alcanzado el 13 de octubre de 2014, mientras que en dobles logró la posición 52 el 5 de febrero de 2018.
No ha logrado hasta el momento títulos de la categoría ATP ni de la ATP Challenger Tour, aunque sí ha obtenido varios títulos Futures tanto en individuales como en dobles.

### Copa Davis
Desde el año 2009 es participante del Equipo de Copa Davis de Bielorrusia. Tiene en esta competición un récord total de partidos ganados/perdidos de 1/5 (1/4 en individuales y 0/1 en dobles).

## Títulos ATP (1; 0+1)

### Dobles (1)
| Leyenda                         |
| Grand Slam (0)                  |
| ATP Wourld Tour Finals (0)      |
| ATP Masters 1000 World Tour (0) |
| ATP World Tour 500 series (0)   |
| ATP World Tour 250 series (1)   |

| N.º | Fecha              | Torneos     | Superficie    | Pareja          | Oponentes en la final        | Resultado |
| --- | ------------------ | ----------- | ------------- | --------------- | ---------------------------- | --------- |
| 1.  | 28 de mayo de 2021 | Belgrado II | Tierra batida | Jonathan Erlich | André Göransson Rafael Matos | 6-4, 6-1  |

#### Finalista (4)
| N.º | Fecha                    | Torneos     | Superficie    | Pareja          | Oponentes en la final                 | Resultado         |
| --- | ------------------------ | ----------- | ------------- | --------------- | ------------------------------------- | ----------------- |
| 1.  | 5 de agosto de 2017      | Kitzbühel   | Tierra batida | Hans Podlipnik  | Pablo Cuevas Guillermo Durán          | 4-6, 6-4, [10-12] |
| 2.  | 9 de febrero de 2020     | Pune        | Dura          | Jonathan Erlich | André Göransson Christopher Rungkat   | 2-6, 6-3, [8-10]  |
| 3.  | 28 de febrero de 2021    | Montpellier | Dura (i)      | Jonathan Erlich | Henri Kontinen Édouard Roger-Vasselin | 2-6, 5-7          |
| 4.  | 26 de septiembre de 2021 | Astaná      | Dura (i)      | Jonathan Erlich | Santiago González Andrés Molteni      | 1-6, 2-6          |

## Títulos ATP Challenger (14; 0+14)

### Dobles (14)
| N.º | Fecha                 | Torneos                  | Superficie    | Pareja                  | Oponentes en la final                 | Resultado          |
| --- | --------------------- | ------------------------ | ------------- | ----------------------- | ------------------------------------- | ------------------ |
| 1.  | 14 de mayo de 2016    | Challenger de Samarcanda | Tierra batida | Denis Matsukevich       | Hsieh Cheng-peng Tsung-Hua Yang       | 6-4, 5-7, [10-5]   |
| 2.  | 30 de julio de 2016   | Challenger de Astaná     | Dura (i)      | Yaraslav Shyla          | Mikhail Elgin Alexander Kudryavtsev   | 6-4, 6-4           |
| 3.  | 21 de agosto de 2016  | Challenger de Meerbusch  | Tierra batida | Mikhail Elgin           | Sander Gillé Joran Vliegen            | 7-5, 6-4           |
| 4.  | 22 de enero de 2017   | Challenger de Koblenz    | Dura (i)      | Hans Podlipnik-Castillo | Roman Jebavý Lukáš Rosol              | 7-5, 3-6, [16-14]  |
| 5.  | 5 de marzo de 2017    | Challenger de Wrocław    | Dura (i)      | Adil Shamasdin          | Mikhail Elgin Denys Molchanov         | 6-4, 3-6, [21-19]  |
| 6.  | 26 de mayo de 2017    | Challenger de Shymkent   | Tierra batida | Hans Podlipnik-Castillo | Clement Geens Juan Pablo Paz          | 6-4, 6-2           |
| 7.  | 11 de agosto de 2018  | Challenger de Portoroz   | Dura          | Hans Podlipnik-Castillo | Lukáš Rosol Franko Škugor             | 6-3, 7-6           |
| 8.  | 13 de octubre de 2017 | Challenger de Tashkent   | Dura          | Hans Podlipnik-Castillo | Yuki Bhambri Divij Sharan             | 6-4, 6-2           |
| 9.  | 5 de enero de 2019    | Challenger de Orlando    | Dura          | Romain Arneodo          | Gonçalo Oliveira Andrea Vavassori     | 7-62, 2-6, [15-13] |
| 10. | 3 de febrero de 2019  | Challenger de Cleveland  | Dura (i)      | Romain Arneodo          | Robert Galloway Nathaniel Lammons     | 6-4, 7-64          |
| 11. | 18 de mayo de 2019    | Challenger de Samarcanda | Tierra batida | Gonçalo Oliveira        | Sergey Fomin Teimuraz Gabashvili      | 3-6, 6-3, [10-4]   |
| 12. | 1 de junio de 2019    | Challenger de Vicenza    | Tierra batida | Gonçalo Oliveira        | Fabricio Neis Fernando Romboli        | 6-3, 6-4           |
| 13. | 11 de agosto de 2019  | Challenger de Augsburg   | Tierra batida | Igor Zelenay            | Ivan Sabanov Matej Sabanov            | 4-6, 6-4, [10-3]   |
| 14. | 27 de octubre de 2019 | Challenger de Brest      | Dura (i)      | Denys Molchanov         | Andrea Vavassori David Vega Hernández | 6-3, 6-1           |